# Stanisław Mycielski (poseł)
Stanisław Mycielski (ur. 14 maja 1864 w Krakowie, zm. 8 grudnia 1933 we Lwowie) – polski działacz gospodarczy, poseł na galicyjski sejm krajowy.

## Życiorys
Pochodził z rodziny ziemiańskiej; był synem Feliksa i Romanii z Rutkowskich, bratem Edwarda. W latach 1882–1887 studiował na Wydziale Prawa Uniwersytetu Jagiellońskiego, 26 listopada 1887 obronił doktorat praw. Przez kilka lat pracował w administracji państwowej, następnie objął administrację dóbr ordynacji Borynicze (powiat Bóbrka), wniesionych przez żonę; pracował tam, poszerzając majątek o dokupiony folwark Borusów, do I wojny światowej. Był członkiem Rady Powiatowej (od 1896) oraz marszałkiem powiatowym w Bóbrce (1904–1914).
Od września 1901 do 1913 pełnił mandat poselski w galicyjskim sejmie krajowym, działał w komisjach ds. administracji, przemysłu, reform agrarnych i reformy wyborczej. Utracił miejsce w parlamencie w 1913 na rzecz polityka ukraińskiego Longina Cegielskiego (Cehelsky'ego). Uchodził za polityka zbliżonego do konserwatystów krakowskich.
Przede wszystkim zajmował się sprawami gospodarczymi. Był członkiem Galicyjskiego Towarzystwa Gospodarczego we Lwowie, wydziału okręgowego Galicyjskiego Towarzystwa Kredytowego Ziemskiego w Bóbrce, Wydziału Galicyjskiego Towarzystwa Łowieckiego, Rady Nadzorczej Banku Malioracyjnego we Lwowie. Przez prawie 30 lat (od 1904) był prezesem Rady Nadzorczej Banku Hipotecznego we Lwowie; wchodził ponadto do rad nadzorczych kilku towarzystw akcyjnych, był współzałożycielem i prezesem Związku Przedsiębiorstw Gorzelń Rolniczych, prezesem Towarzystwa Akcyjnego "Żareg" (fabryki regeneracji żarówek). Kierował radami nadzorczymi lwowskiej fabryki broni "Arma" oraz Polskiego Towarzystwa Budowlanego S.A. we Lwowie.
Z działań Mycielskiego na innych polach warto wymienić pełnienie przez niego funkcji prezesa Towarzystwa Przyjaciół Sztuk Pięknych we Lwowie (1914-1920) oraz opiekę nad lwowskim zakładem ociemniałych. Rzeźbiarz amator, był twórcą kilku portretów.
Z małżeństwa z Marią z Dembińskich (1871-1946), zawartego 25 kwietnia 1893, miał dwóch synów (Ludwika, ur. 1894; Feliksa, 1895-1921) i dwie córki (Marię, ur. 1898; Zofię, 1902-1973).
Był odznaczony austriackim Krzyżem Komandorskim z Gwiazdą Orderu Franciszka Józefa w 1916.